# 小山富士夫
小山 富士夫（こやま ふじお、1900年3月24日 - 1975年10月7日）は、日本の陶磁器研究者・陶芸家。中国陶磁器研究の大家。

## 来歴
1900年（明治33年）3月24日、岡山県玉島市に生まれ、東京府立第一中学（現・日比谷高校）から東京商科大学（現・一橋大学）に入学したが、1923年（大正12年）、中途退学、25歳の時に近衛歩兵隊の同期に岡部（小林）長世（岸和田藩主の子孫で国立近代館長・岡部長景・子爵の弟）がおり、その影響で古陶磁研究へすすみ、1930年頃、留学中の郭沫若と親交を結び、1935年代に中国諸地方の古窯址を踏査、中でも1941年（昭和16年）定窯古窯址を発見した意義は大きかった。1943年（昭和18年）12月、『支那青磁史稿』を発表して高い評価を受ける。戦後は、東京国立博物館調査員、文化財保護委員会調査官として陶磁工芸の調査と文化財指定、各種陶磁全集の編集・評論に活躍し、1954年（昭和29年）の『東洋古陶磁』全6巻（美術出版社）は世界数ヶ国語に訳出されたほか、1960年（昭和35年）3月には第10回文部大臣賞芸術選奨を受けた。しかし同年秋、永仁の壺事件が起こり、翌年に文化財保護委員会事務局を辞任した。毎年、神奈川県立近代美術館における陶磁器展の企画をはじめ、多くの陶磁器展に参画し、根津美術館嘱託、神奈川県文化財専門委員、出光美術館顧問、日本工芸会副理事長などを歴任した。1973年（昭和48年）岐阜県土岐市に築窯して作陶生活に入るも、1975年（昭和50年）10月7日、心筋障害のため、自宅にて死去、享年75歳。墓所は多磨霊園(5-1-1-5)。

## 主な著書
- 薩摩焼の研究　田沢金吾共著　東洋陶磁研究所、1941年（復刻版：国書刊行会　1987年）
- 支那青磁史稿（文中堂、1943年）
- 宋磁（聚楽社、1943年）
- やきものの旅　中国・台湾（芸艸堂、1971年、再版1980年）
- 骨董百話（新潮社、1977年）- 遺著・大著
- 小山富士夫著作集（朝日新聞社（上中下）、1977-79年）
上巻：中国の陶磁、中巻：日本の陶磁、下巻：朝鮮の陶磁ほか
- 徳利と酒盃・漁陶紀行　小山富士夫随筆集（講談社文芸文庫、2006年）

編著
- 日本美術大系 6　陶芸（講談社、1960年）
- 中国名陶百選（日本経済新聞社、1960年）、大著
- 東洋古陶磁（美術出版社、1961年）、大著
- 日本名陶百選（日本経済新聞社、1962年）、大著
- 日本の陶磁（中央公論美術出版 1962年、改訂版1969年、1985年）
- 日本陶磁の伝統（淡交社、1967年）、大著
- 日本陶磁総覧 （淡交社、1969年）
- 日本の美術76　三彩（至文堂、1972年9月号）、小著
- 「図説茶道大系5　茶の美術と工芸」野間清六共編、角川書店、1974年
- 「陶磁大系38　天目」（平凡社）、同シリーズは全48冊
- 「陶磁大系36　青磁」（平凡社）。他にも多くの企画に関わった

### 作家論・作品図録
- 「小山富士夫の世界」里文出版、1981年 - ※47名による追悼文集
- 浅野博行「笑って答えず　評伝・小山冨士夫」里文出版、2021年
- 「目の眼 特集 生誕100年 小山冨士夫の人と作陶」2001年1月号、里文出版
- 「図録 小山冨士夫陶芸展」高島屋、日本経済新聞社ほか、1983年
- 「図録 陶の詩人 小山冨士夫の眼と技」朝日新聞社ほか、2003年
- 「図録 特別展小山冨士夫　陶に生きる」岡山県立美術館、2001年
- 「炎芸術　特集　やきもの賛歌 陶芸家小山富士夫」（季刊85号） 阿部出版、2006年2月

## 関連人物
- サム・フランシス（画家・陶芸家）
- 加藤唐九郎
- 川喜田半泥子
- 加藤土師萌
- 荒川豊蔵
- 金重陶陽
- 石黒宗麿
- 北大路魯山人
- 白崎秀雄
- 三輪休和
- 三上次男
- 斎藤十一 -「藝術新潮」を創刊
- 岡部長世
- 西岡小十